# 西尔万·威德默
西尔万·多米尼克·威德默（德語：Silvan Dominic Widmer，1993年3月5日—），是一名瑞士足球运动员，现效力于德甲球队緬恩斯。

## 俱乐部生涯
威德默先后效力于维伦洛斯，巴登和阿劳青年队，之后又代表阿劳预备队参加低级别联赛。2011年7月23日，他首次为阿劳一线队出场，对手为温特图尔。 2012年夏季，他转会加盟西班牙球队格拉纳达，但很快就被租借回到阿劳一个赛季。2013年夏季，他加盟格拉纳达的母队——意大利足球甲级联赛球队乌迪内斯。